# Eucalyptus anomala
Eucalyptus anomala är en myrtenväxtart som beskrevs av William Faris Blakely. Eucalyptus anomala ingår i släktet Eucalyptus och familjen myrtenväxter. Inga underarter finns listade i Catalogue of Life.